# Eustephia kawidei
Eustephia kawidei là một loài thực vật có hoa trong họ Amaryllidaceae. Loài này được Vargas mô tả khoa học đầu tiên năm 1975.